# Elena Borgo

Nel programma domenicale Tira, mola e meseda presso la Radio Rai di Milano con da sinistra a destra: Evelina Sironi, Elena Borgo (quarta da sinistra), Liliana Feldmann, Fausto Tommei, Mario Consiglio, Franco Parenti (1951)

Elena Borgo, nome d'arte di Elena Borgoratti (Milano, 5 gennaio 1910 – Casorate Primo, 6 febbraio 1981), è stata un'attrice italiana.

## Biografia
Raggiunse la notorietà negli anni cinquanta-anni sessanta in film come La leggenda di Genoveffa o La bella di Lodi dove interpretava la nonna di Roberta, interpretata da Stefania Sandrelli. Continuerà a recitare fin quasi alla fine del 1980; l'ultimo suo lavoro fu una partecipazione alla commedia teatrale intitolata Quel todescon de l'arcivescovo. Morì a causa di un tumore nel 1981.

## Filmografia
- La leggenda di Genoveffa, regia di Arthur Maria Rabenalt (1952)
- Siamo tutti milanesi, regia di Mario Landi  (1953)
- Totò, Peppino e le fanatiche, regia di Mario Mattoli (1958)
- L'inferno addosso, regia di Gianni Vernuccio (1959)
- A due passi dal confine, regia di Gianni Vernuccio (1961)
- La bella di Lodi , regia di Mario Missiroli (1963)
- Obiettivo ragazze, regia di Mario Mattoli (1963)
- I giovani tigri, regia di Antonio Leonviola (1968)
- Una pistola in vendita, regia di Vittorio Cottafavi (1970) - miniserie TV
- Ombre, regia di Giorgio Cavedon (1980)

## Varietà radiofonici RAI
- Tira, mola e meseda, varietà domenicale per Milano e la Lombardia di Italo Terzoli Carosso e Silva, regia di Enzo Convalli, trasmesso nel 1949-1950 e 1950-1951.
- Scacco matto, varietà musicale del sabato di Ciabattini, Dino Falconi, Frattini e Spiller, trasmesso da Radio Milano nel 1951-1952.

## Prosa radiofonica Rai
- Un caso clinico, commedia di Dino Buzzati, regia di Sandro Bolchi, trasmessa ìl 20 gennaio 1956.
- I milioni della vedova, di Henri Meilhac, regia di Enzo Convalli, trasmessa il 21 settembre 1959.
- Ballata del '99, di Danilo Telloli, regia di Eugenio Salussolia, trasmessa il 27 febbraio 1962

## Prosa televisiva Rai
- La foresta, di Aleksandr Nikolaevič Ostrovskij, regia di Edmo Fenoglio, trasmessa il 13 gennaio 1963